# Sankt Leonhard am Forst
Sankt Leonhard am Forst osztrák mezőváros Alsó-Ausztria Melki járásában. 2025 januárjában 3109 lakosa volt. 

## Elhelyezkedése

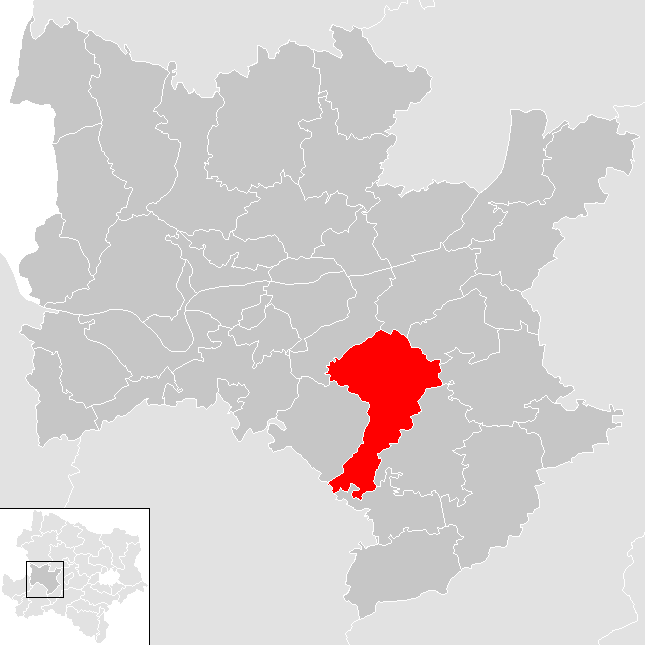
Sankt Leonhard am Forst a Melki járásban

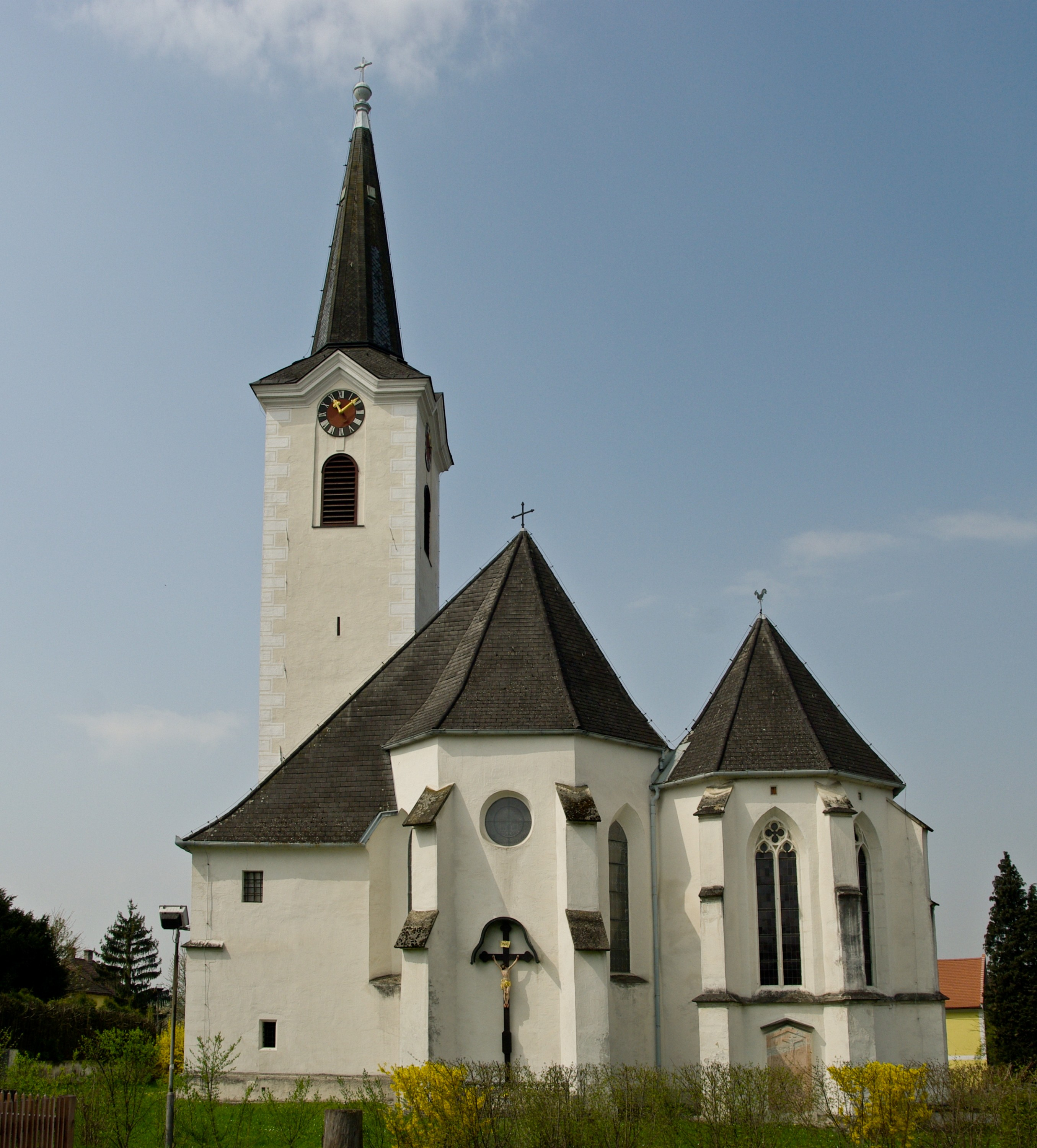
A Szt. Leonhard-plébániatemplom

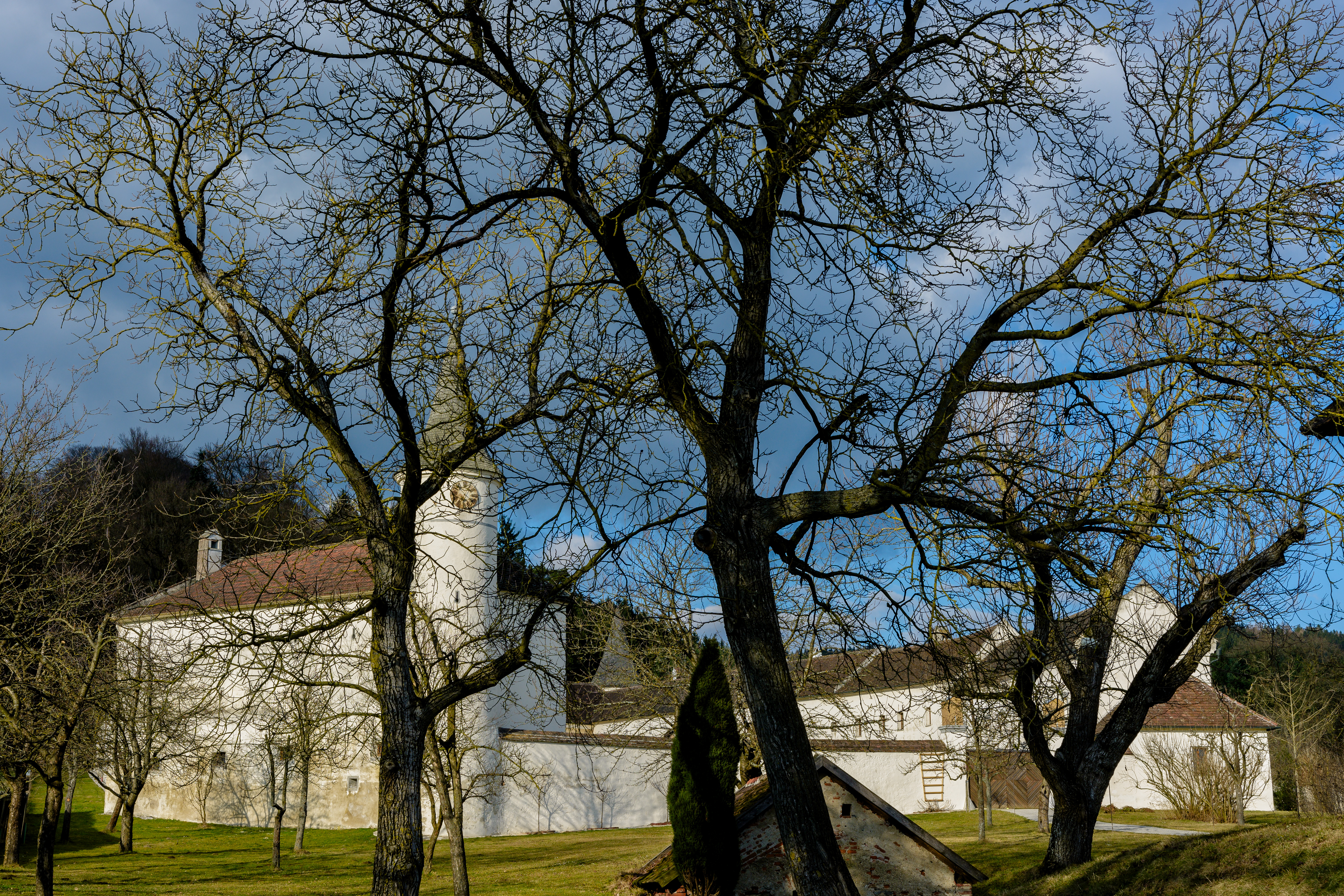
A Gutshof

Sankt Leonhard am Forst a tartomány Mostviertel régiójában fekszik a Mank és Melk folyók találkozásánál. Területének 27,3%-a erdő, 65,1% áll mezőgazdasági művelés alatt. Az önkormányzat 50 települést egyesít: Aichbach (22 lakos 2025-ben), Altenhofen (25), Apfaltersbach (19), Au (39), Brandstatt bei Au (9), Brandstatt bei Oed (12), Dangelsbach (41), Diesendorf (89), Eisguggen (11), Eselsteiggraben (13), Fachelberg (54), Gassen (156), Geigenberg (24), Grillenreith (9), Grimmegg (74), Großweichselbach (98), Grub bei Harbach (17), Haindorf (18), Harbach (41), Haslach (34), Hochstraß (25), Hohenreith (4), Hörgerstall (26), Hub an der Mank (11), Kerndl (14), Kleinweichselbach (14), Kühberg (5), Lachau (52), Lehenleiten (22), Lunzen (19), Oed bei Haslach (10), Pöllendorf (26), Pühra (39), Reith bei Vornholz (26), Reith bei Weichselbach (20), Rinn (16), Ritzenberg (3), Ritzengrub (40), Sandeben (31), Sankt Leonhard am Forst (1611), Schönbuch (27), Schweining (44), Seimetzbach (35), Steghof (26), Steinbach (33), Straß (11), Thal (24), Urbach (35), Vornholz (25) és Wegscheid (30). 
A környező önkormányzatok: északra Melk, északkeletre Schollach, keletre Hürm, délkeletre Mank, délre Kirnberg an der Mank, délnyugatra Oberndorf an der Melk, nyugatra Ruprechtshofen, északnyugatra Zelking-Matzleinsdorf.

## Története
St. Leonhard területe az újkőkorban és a vaskorban is lakott volt. A római időkből is számos lelet maradt fenn és Peilstein vára valószínűleg egy római torony romjain épült. A 6. századtól szlávok, a 10. században pedig bajorok települtek le a régióban. 
1085 körül II. Lipót osztrák őrgróf, feltehetően lánya, Euphemia és Konrad gróf házassága alkalmából nekik adományozta Peilstein várát. A Peilstein család 1160 körül alapította St. Leonhard plébániáját. A település 1230 körül már mezővárosi jogokkal rendelkezett. A Peilstein család a 13. század elején kihalt, birtokuk visszaszállt a Babenbergekre. A vár állapota leromlott, az uradalom igazgatását a városba helyezték át. Peilstein előbb a Plain-Hardegg grófokhoz került, majd egy hercegi intermezzo után a 16. században az Ortenburg grófok kapták meg. Ők kastélyt (ma városháza) építettek St. Leonhardban, innen irányította megbízottjuk az itteni birtokot. St. Leonhardot 1578-ban a protestáns Auersperg grófok szerezték meg. Az 1595/96-os parasztfelkelés idején számos felkelő gyülekezett St. Leonhardban, ahonnan St. Pöltenhez vonultak, de a császári csapatok leverték lázadásukat. 1624-ben vérhasjárvány dúlt a mezővárosban, amely 300 halálos áldozatot szedett. Bécs 1683-as ostromakor a török portyázók ideáig is eljutottak, de St. Leonhardot nem tudták bevenni. 1805-ben a franciák szállták meg a városkát, ezer guldenes hadiadót szedtek, több házat kifosztottak és néhány lakost megöltek.
A feudális birtokrendszer megszűnését követően 1850-ben megalakult az önkormányzat. 1905-ben a Mank–Ruprechtshofen vonal kiépítésével St. Leonhardot bekötötték a vasúti hálózatba. 1921-ben megépült a vízvezetékrendszer. Az elektromos hálózat teljes kiépítésére csak az 1950/60-as években került sor. St. Leonhard 1960-ban kapta címerét, 1990-ben pedig Európa-diplomában részesült. 

## Lakosság
A Sankt Leonhard am Forst-i önkormányzat területén 2025 januárjában 3109 fő élt. Lakosságszáma 1939 óta 2800-3000 körül mozog. 2023-ban az ittlakók 95,6%-a volt osztrák állampolgár; a külföldiek közül 0,4% a régi (2004 előtti), 3,2% az új EU-tagállamokból érkezett. 0,2% a volt Jugoszlávia (Horvátország és Szlovénia kivételével) vagy Törökország; 0,6% egyéb ország polgára volt. 2001-ben a lakosok 96,8%-a római katolikusnak, 0,1% evangélikusnak, 0,2% ortodoxnak, 0,2% mohamedánnak, 1,7% pedig felekezeten kívülinek vallotta magát. Ugyanekkor 2 magyar élt a mezővárosban; a legnagyobb nemzetiségi csoportokat a német anyanyelvűeken (98,9%) kívül a csehek és a szerbek alkották 3-3 fővel.  
A népesség változása:

| 2016 | 2 981 |
| 2018 | 2 989 |

## Látnivalók
- Peilstein várának romjai
- a Gutshof udvarház
- a Szt. Leonhard-plébániatemplom

## Fordítás
- Ez a szócikk részben vagy egészben  a   Sankt Leonhard am Forst című német Wikipédia-szócikk ezen változatának fordításán alapul.  Az eredeti cikk szerkesztőit annak laptörténete sorolja fel. Ez a jelzés csupán a megfogalmazás eredetét és a szerzői jogokat jelzi, nem szolgál a cikkben szereplő információk forrásmegjelöléseként.